# Mark Henry
Marcus Jerrold Henry (né le 12 juin 1971 à Silsbee au Texas), est un ancien catcheur (lutteur professionnel) et haltérophile américain. Il est connu pour son travail à la World Wrestling Entertainment de 1996 à 2021 sous le nom de Mark Henry.
D'abord haltérophile, il participe aux Jeux olympiques d'été à Barcelone en 1992 puis à Atlanta en 1996. Au cours de sa carrière, il termine second aux jeux panaméricains de 1995 dans la catégorie des super-lourds.
Quelques semaines après les Jeux olympiques, il devient catcheur à la World Wrestling Federation (WWF puis WWE en 2002). Il y devient champion européen de la WWF, champion de l'ECW puis champion du monde poids-lourd de la WWE. Il devient un membre du Hall of Fame en 2018.

## Jeunesse et carrière d'haltérophile
Henry grandit à Silsbee. Son père meurt des suites d'un diabète mal contrôlé alors qu'il a 12 ans. Il a un frère, Patrick. Quand il entre au lycée, on le diagnostique comme dyslexique. Il fait partie de l'équipe de football américain et doit arrêter à la suite d'une blessure. Il se met alors à l'haltérophilie et remporte le championnat de l'état du Texas dans la catégorie des poids lourds en soulevant 600 lb (273 kg). Il établit un record dans cette compétition qui tient jusqu'en 2013.
Après le lycée, il rejoint l'université du Texas à Austin où il continue à faire de haltérophilie. Il participe aux championnats du monde junior d'haltérophilie en 1991 et se classe 6e en soulevant 325 kg,. Il participe aux Jeux olympiques d'été de 1992 où Lyn Jones, son entraineur à l'université, pense qu'il est capable de remporter une médaille. Il soulève 165 kg à l'arraché puis 212,5 kg à l'épaulé jeté et se classe seulement 10e au général.

## Carrière en force athlétique

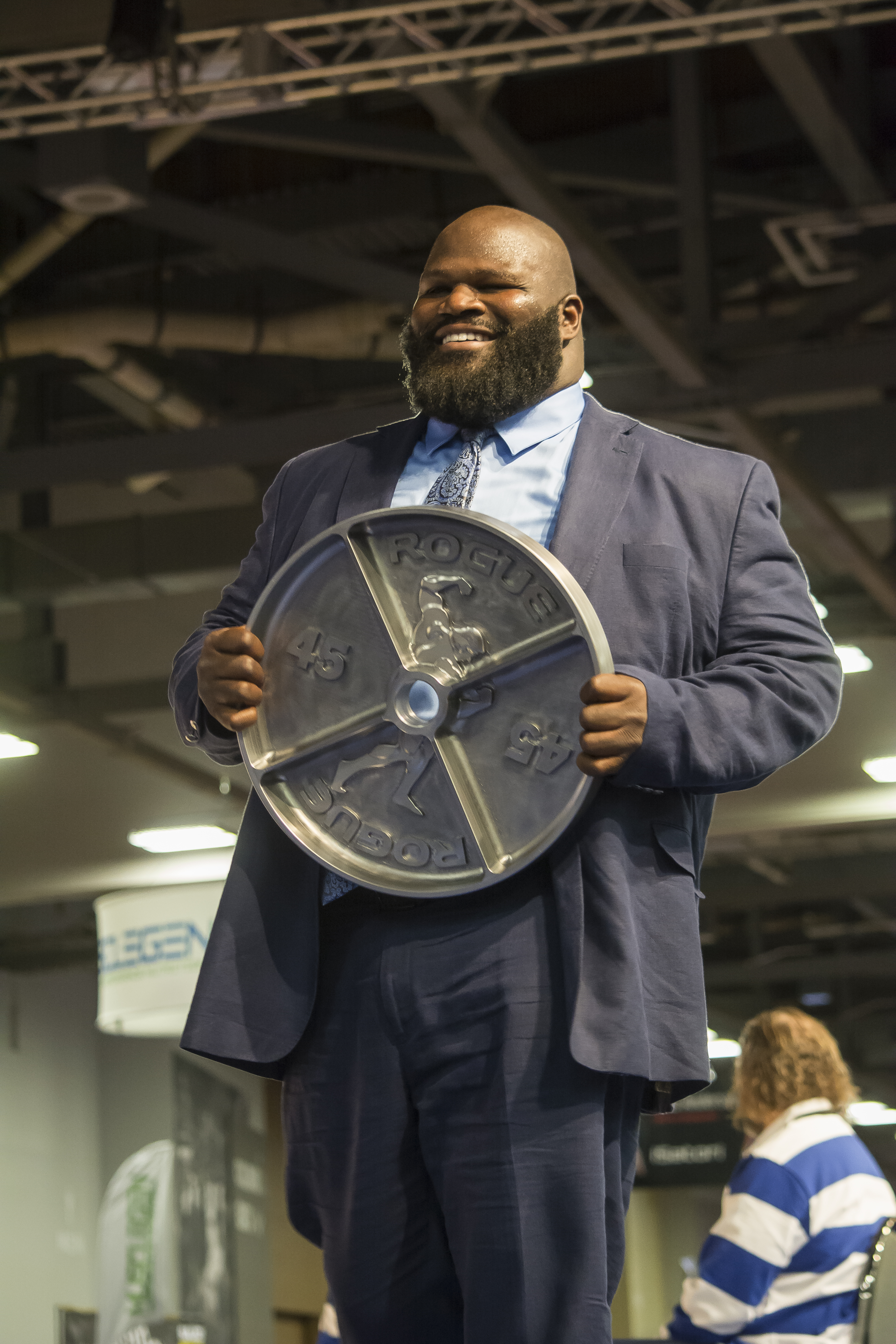
Mark Henry au Arnold Sport Festival 2017.

Surnommé The World's Strongest Man (l'Homme le plus fort du monde), Mark Henry a obtenu ce surnom en remportant de nombreuses compétitions et la force athlétique plus communément appelée powerlifting en fait partie. Il concourut de 1990 à 1997 mais c'est en 1995 avec la WDFPF qu'il décroche son titre de champion du monde dans la catégorie des +145 kilos. Le championnat du monde de la World Drug-Free Powerlifting Federation se déroula dans la ville de Sussex en Angleterre où il décrocha trois records du monde, le premier au squat, le second au deadlift et le troisième au total qui à ce jour sont encore d'actualité. Il effectua 432,5 kg en flexion de jambe (squat), développa 235 kg au développé couché et souleva 392,5 kg au soulevé de terre (deadlift) pour un total de 1060 kg,.

## Carrière de catcheur

### World Wrestling Federation/Entertainment(1996-2021)

#### Débuts et diverses rivalités (1996-2007)

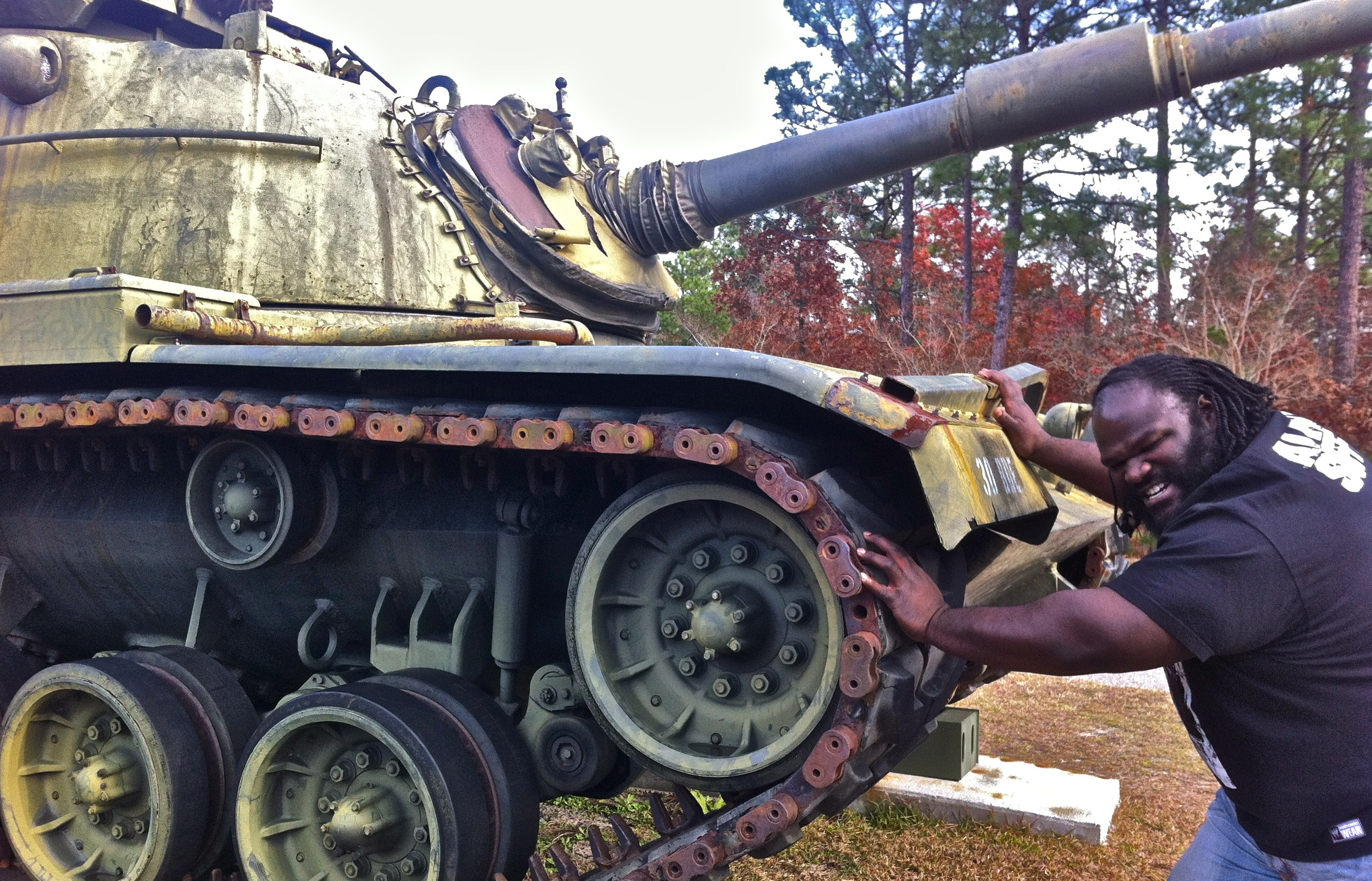
Mark Henry pousse un tank.

Mark Henry obtient son surnom de World Strongest Man (Homme le plus fort du monde) après sa 10e place lors des Jeux olympiques de Barcelone en 1992 en haltérophilie dans la catégorie des super-lourds. Il continue sa carrière d'haltérophile et remporte des médailles d'or, d'argent et de bronze aux Jeux panaméricains de 1995. Il termine sa carrière d'haltérophile aux Jeux olympiques d'Atlanta où il se classe 14e en raison d'une douleur au dos,.
Après les Jeux olympiques d'Atlanta, la World Wrestling Federation lui fait signer par la suite un contrat de 10 ans. Henry s'entraîne avec Leo Burke et Tom Prichard.
Lors de SummerSlam 1996, il intervient pour aider Jake Roberts face à Jerry Lawler. Lors de Survivor Series 1996, il dut s'absenter pour quelques blessures et il se fera remplacer par Jake Roberts. Il fait son retour après l'incident du Survivor Series 1997 de Bret Hart et Shawn Michaels en décembre 1997 à In Your House D-Generation-X.
Le 12 janvier 1998, Mark Henry rejoint la Nation of Domination où il est allié avec The Rock. Il fait son premier match à WrestleMania XIV, son premier Wrestlemania avec D'lo Brown mais c'est The Legion Of Doom 2000 qui gagne le match lors de leur retour. Après la dissolution de cette faction, il forme une équipe avec D'Lo Brown. Le 18 octobre 1998 lors du Judgment Day, il bat The Rock. Il entame ensuite une rivalité avec Chyna entre décembre 1998 jusqu'à fin janvier 1999. Durant l'année 1999, leur équipe perd plusieurs matchs pour le championnat par équipe de la WWF. Notamment face à Owen Hart et Jeff Jarrett en février et mars 1999, ainsi qu'à Over the Edge contre Kane et X-Pac.
À SummerSlam, alors que D'Lo Brown affronte Jeff Jarrett pour conserver ses titres de WWF Intercontinental Championship et de WWF European Championship, Mark Henry le trahit en aidant Jarrett à gagner ce match. Jeff Jarrett offre le titre de WWF European Championship à Henry, qu'il perdit un mois après contre D'Lo Brown lors du pay-per-view Unforgiven. Lors de Rebellion, il perd contre Val Venis.
Durant l'année 2000, il se fait entraîner par Mae Young et il entame une rivalité avec Viscera en février avec Kurt Angle à RAW. Après cela, Mark Henry devient populaire grâce à son personnage de Sexual Chocolate.
Le 14 décembre 2003 à Armageddon, il perd contre Booker T.
En février 2004, lors d'une séance d'entraînement, Mark Henry se déchire le quadriceps, ce qui l'éloignera des rings pendant plus d'un an.
Il fait son retour le 30 décembre 2005 à SmackDown en aidant MNM à conserver leurs titres par équipes contre Batista et Rey Mysterio en attaquant ces derniers.
Le 2 avril 2006 à WrestleMania 22, il perd contre l'Undertaker dans un match du cercueil. Le mois suivant à Judgment Day, il bat Kurt Angle par décompte à l'extérieur. Par la suite, Mark Henry doit s'absenter à cause d'une blessure au genou.

#### SmackDown et diverses rivalités (2007-2008)

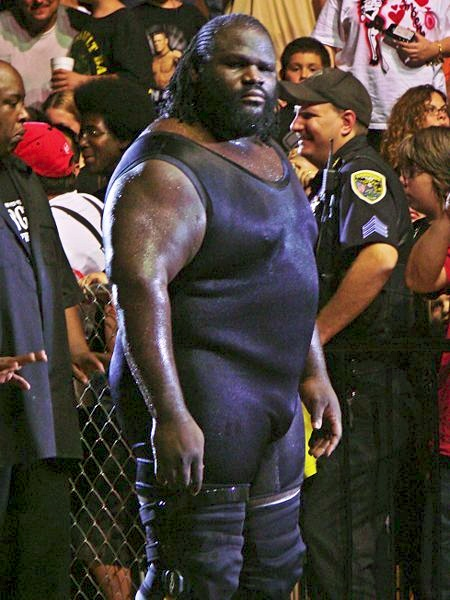
Mark Henry lors de WWE SmackDown en 2007.

Le 11 mai 2007 à SmackDown, il a attaqué The Undertaker (déjà blessé après son match pour le World Heavyweight Championship dans un Steel cage match contre Batista), permettant à Edge d'utiliser son Money in the Bank pour remporter la ceinture.
Après cela, Henry commence un mini-feud avec Kane, qu'il bat dans un Lumberjack match à One Night Stand. Le 16 septembre à Unforgiven, il perd contre l'Undertaker.
Le 16 décembre à Armageddon, Henry et Big Daddy V battent CM Punk et Kane après un Big Daddy V Drop de Big Daddy V.
Le 30 mars 2008 à WrestleMania 24, Mark Henry participe à une 24-Men Battle Royal pour avoir un match pour l'ECW Championship plus tard dans la soirée. Il perd ce match face à Kane alors qu'il ne restait plus qu'eux deux sur le ring.

#### ECW Champion (2008-2009)

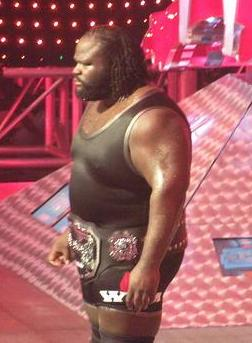
Mark Henry en tant que champion de la ECW

Le 25 juin, Henry est le premier choisi dans le draft supplémentaire effectué sur WWE.com, il fait désormais partie de la division ECW.
Il devient le nouveau ECW Champion quatre jours plus tard en battant Kane et Big Show dans un Triple Threat Match à Night of Champions. Lors de SummerSlam, il perd par disqualification contre Matt Hardy, mais conserve donc son titre. Lors de The Bash, il conserve son titre contre Tommy Dreamer. Il perd finalement le titre contre Matt Hardy à Unforgiven dans un Scramble Match qui comprenait aussi Finlay, Chavo Guerrero et The Miz. Il tente de récupérer le titre contre Hardy à No Mercy, mais n'y parvient pas.
Aux Survivor Series, il gagne avec Randy Orton, Shelton Benjamin, Cody Rhodes et William Regal contre Batista, R-Truth, Matt Hardy, CM Punk et Kofi Kingston.
Lors du ECW du 3 mars 2009, il bat Santino Marella et se qualifie pour le Money in the Bank Ladder Match à WrestleMania 25, qui sera remporté par CM Punk.
Lors de The Bash, il affronte Tommy Dreamer, Christian, Jack Swagger et Finlay dans un Scramble Match pour le ECW Championship, qui sera conservé par Tommy Dreamer.

#### RAW, diverses alliances et diverses rivalités (2009-2011)

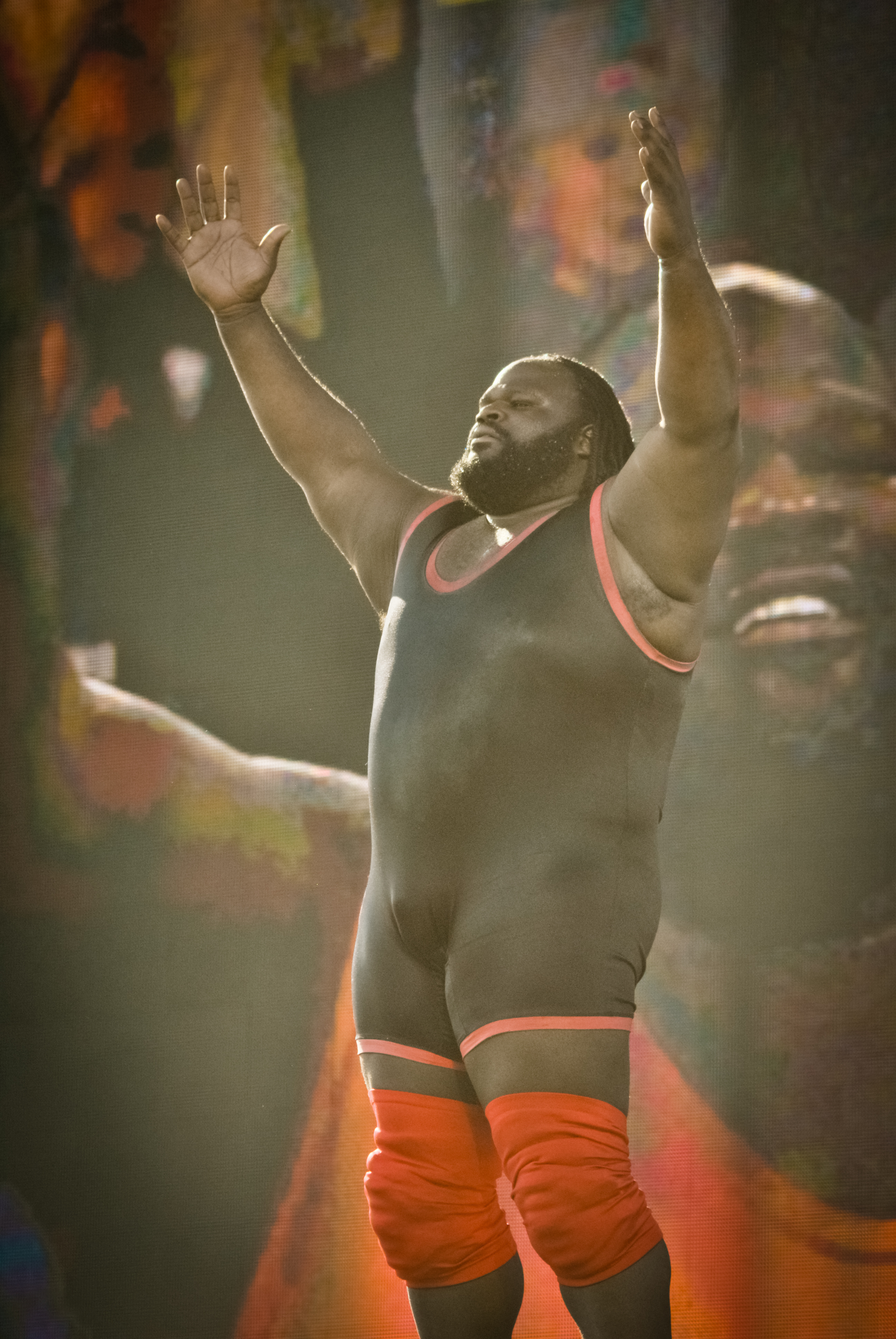
Mark Henry lors de Tribute to the troops de 2010.

Mark Henry effectue un face turn le 29 juin à RAW en battant Randy Orton dans un Gauntlet Match.
Il s'allie ensuite avec MVP. Lors de Breaking Point, lui et MVP ne remportent pas les WWE Unified Tag Team Championship, battus par Chris Jericho et Big Show. À Bragging Rights, il est dans l'équipe de RAW qui perd face à l'équipe SmackDown.
Lors d'Extreme Rules, il fait équipe avec MVP dans un Gauntlet Tag Team Match contre ShowMiz (Big Show et The Miz) pour être challenger au WWE Unified Tag Team Championship en entrant deuxième, mais perdent le match via un tombé du Miz sur MVP à la suite de l'intervention du Big Show. Les titres seront finalement remportés par The Hart Dynasty (Tyson Kidd et David Hart Smith).
Il fait ensuite partie de la 2e saison de NXT avec son rookie Lucky Cannon. Lors de Money in the Bank, il remplace R-Truth pour le Money in the Bank Ladder Match de RAW, qui est remporté par The Miz.
Il forme ensuite une équipe avec Evan Bourne. Lors de Night of Champions, les deux hommes participent à un tournoi pour les WWE Tag Team Championship, où ils perdent en finale contre Cody Rhodes et Drew McIntyre.

#### Hall of Pain, World Heavyweight Champion et blessure (2011-2013)

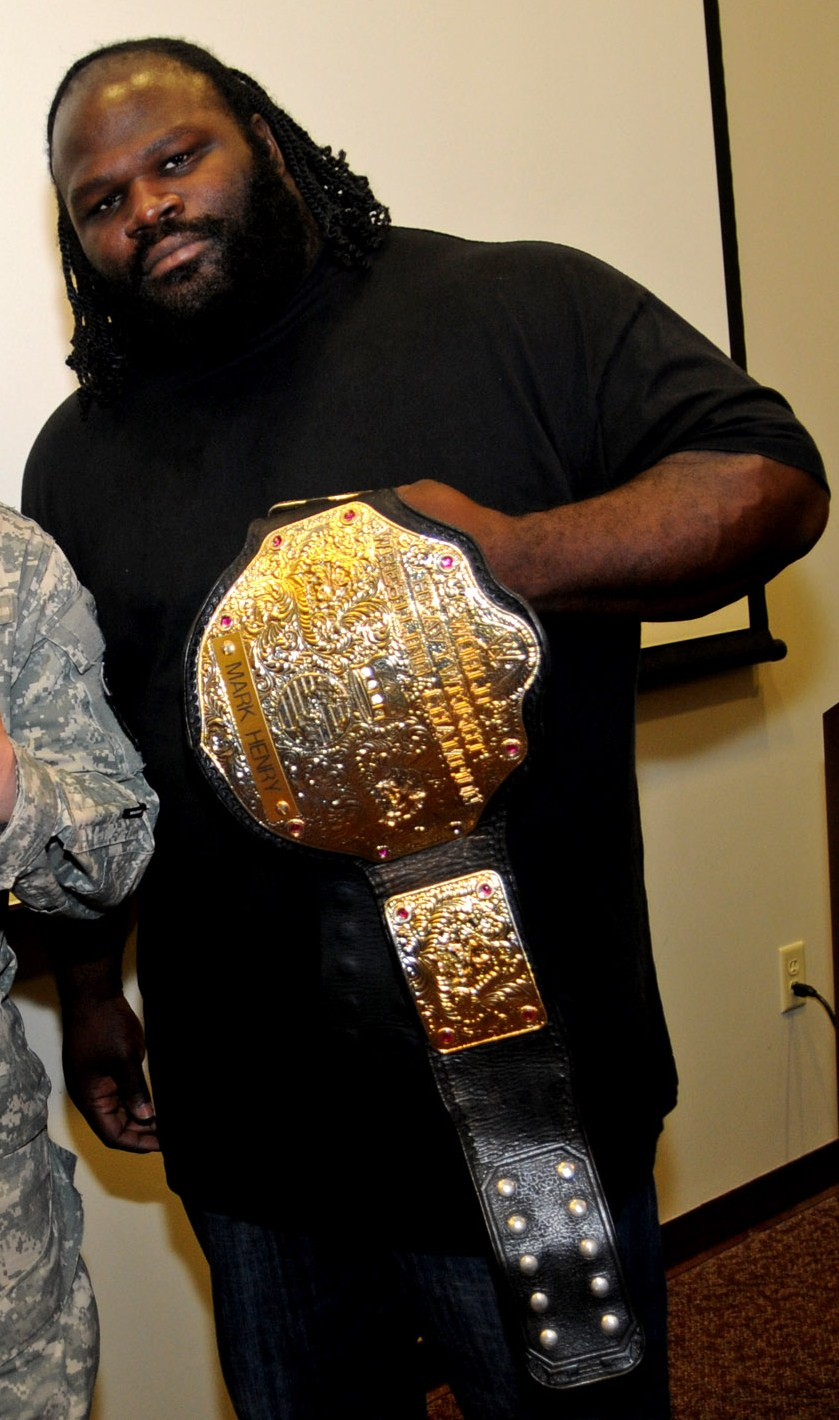
Mark Henry en tant que champion du monde poids lourds de la WWE.

Mark Henry est transféré à WWE SmackDown lors du draft annuel de la WWE. Il devient heel le soir même, et reprend son gimmick de destructeur. Il entre alors en rivalité avec le Big Show, qu'il bat et blesse à Money in the Bank, et déclare qu'il est la première victime du Hall of Pain. Il blesse Kane de la même manière lors du SmackDown suivant. Il est ensuite confronté par Sheamus. Il parviendra à le battre à SummerSlam par décompte à l'extérieur, sans pour autant le blesser.
Il entre ensuite en course pour le championnat du Monde poids lourds de la WWE, en devenant challenger au titre, détenu par Randy Orton. Il affronte Randy Orton à Night of Champions, match qu'il remporte, décrochant ainsi son premier championnat du Monde poids lourds, après quinze ans de carrière à la fédération. Il conserve 
le titre dans un match revanche face à Orton à Hell in a Cell, dans un Hell in a Cell match. Après le retour de Big Show, les deux hommes s'affrontent à Vengeance, match qui se finit en no contest, le ring ayant lâché sous le poids des deux hommes, puis aux Survivor Series, match qui se terminera par une disqualification d'Henry, qui conservera donc le titre, et enfin lors de TLC dans un Chairs match, que le Big Show remportera, récupérant ainsi le titre. Il le perdra cependant quelques secondes après contre Daniel Bryan, qui utilise son Money in the Bank.
Le 29 janvier 2012 au Royal Rumble, il perd un Triple Threat Steel Cage match au profit de Daniel Bryan pour le titre, match qui impliquait aussi Big Show.
Mark Henry est ensuite dans l'équipe de John Laurinaitis qui bat celle de Theodore Long dans un match à 6 contre 6 à WrestleMania 28.
Par la suite, il est contraint de s'éloigner des rings pour une durée de neuf mois, à la suite d'une blessure à l'épaule.

#### Diverses rivalités (2013-2017)
Il fait son retour lors de RAW du 4 février 2013 en s'attaquant à Daniel Bryan, Rey Mysterio et Sin Cara.
Il participe à l'Elimination Chamber match lors d'Elimination Chamber pour être challenger au titre de Champion du monde poids-lourd, mais c'est Jack Swagger qui remporte le match. Il débute ensuite une rivalité avec Ryback qui donne lieu à un match à WrestleMania 29, qu'il remportera après être tombé sur son adversaire qui tentait sa prise de finition. Il entre ensuite en rivalité avec Sheamus, contre qui il perd à Extreme Rules.
Lors du RAW du 17 juin, faisait croire à tout le monde qu'il prend sa retraite, il porte son World Strongest Slam sur John Cena à la fin de son discours et le défie pour le titre de la WWE à Money in the Bank. Il perd face à Cena lors de Money in the Bank et ne remporte pas le titre de la WWE.
En août 2013, il devient inactif à la suite d'une blessure au genou. Il effectue son retour lors des Survivor Series de la même année et bat Ryback.
Après plusieurs mois de blessure, il revient le 12 mars 2015 à SmackDown en attaquant Roman Reigns, mais sans succès. Lors d'Elimination Chamber, il ne parvient pas à gagner le championnat intercontinental de la WWE dans l'Elimination Chamber, laissé vacant par Daniel Bryan pour cause de blessure.
Le 14 janvier 2016, lors du Royal Rumble, il entre en 22e position mais se fait éliminer par Braun Strowman, Luke Harper et Erick Rowan en 15e position. Le 19 juillet 2016, il est drafté à RAW.
Il fait un retour surprise le 29 janvier 2017 et participe au Royal Rumble où il entre en 6e position, mais se fait éliminer par Strowman par la suite. Il participe à la bataille royale en mémoire d'André le Géant dans le kick-off de Wrestlemania 33 mais se fait éliminer par trois autres lutteurs.

#### Retraite & Hall of Famer (2018)
Il annonce sur The Sam Roberts Podcast qu'il compte mettre prochainement fin à sa carrière. Après des rumeurs de retraite, il confirme qu'il n'est pas encore à la retraite. Lors du 25e anniversaire de RAW le 22 janvier 2018, il fait une apparition en coulisse avec The Godfather.
Le 19 mars 2018, la WWE annonce qu'il sera intronisé au WWE Hall of Fame 2018. Le 6 avril, il est intronisé au Hall of Fame de la WWE par Big Show. Le 27 avril, il participe au Greatest Royal Rumble Match en entrant en 5e position, il arrive à éliminer Curtis Axel, Mike Kanellis et Hiroki Sumi mais se fait éliminer peu de temps après par Dolph Ziggler et Daniel Bryan.
Il prendra sa retraite des rings ensuite et se concentrera sur une carrière de producteur.

### All Elite Wrestling(2021-2024)
Le 30 mai 2021 lors de Double or Nothing, il rejoint la All Elite Wrestling, il est annoncé qu'il sera coach et consultant lors des shows AEW Rampage.
En mai 2024, il quitte l'AEW.

### Retour à la World Wrestling Entertainment (2025-...)
En mars 2025, il fait son retour à la WWE en signant un contrat de légende avec la compagnie.

## Vie privée
Il est marié avec une femme qui s'appelle Jana. Il a un fils, Jacob, et une fille, Joanna.

## Palmarès
- World Wrestling Federation/Entertainment
  - 1 fois World Heavyweight Championship (18 septembre 2011 - 18 décembre 2011)
  - 1 fois ECW Championship[72] (29 juin 2008 - 7 septembre 2008)
  - 1 fois WWF European Championship[21] (22 août 1999 - 26 septembre 1999)
  - WWE Hall of Fame (2018)
- Autres titres
  - Haltérophilie
    - Membre de l'équipe américaine aux Jeux olympiques (1992 et 1996)[17],[73]

  - Force athlétique
    - Champion du monde WDFPF (1995)[14]

  - Jeux panaméricains
    -  Médaille d'argent en 1995[17]

  - Principal détenteur du record américain dans Snatch, Clean and jerk, et Total (1993-1997)
  - Champion nationaux seniors (1993, 1994, 1996)
  - Arnold Classic
    - Arnold Classic Strongest Man (2002)[17]

## Récompenses des magazines
- Pro Wrestling Illustrated

| Année | 1998 | 1999 | 2000 | 2001 | 2002 | 2003 | 2004       | 2005       | 2006 | 2007 | 2008 | 2009 | 2010 | 2011 | 2012 | 2013 | 2014 | 2015 | 2016 | 2017 |
| ----- | ---- | ---- | ---- | ---- | ---- | ---- | ---------- | ---------- | ---- | ---- | ---- | ---- | ---- | ---- | ---- | ---- | ---- | ---- | ---- | ---- |
| Rang  | 191  | 116  | 205  | 167  | 122  | 244  | Non classé | Non classé | 41   | 184  | 65   | 45   | 99   | 57   | 9    | 40   | 71   | 130  | 197  | 179  |

## Filmographie
- 2007 : Unfogiven 2007 : lui-même
- 2010 : MacGruber de Jorma Taccone : Tut Beemer
- 2014 : A Haunted House 2 de Michael Tiddes : voix additionnelle
- 2015 : The Flintstones & WWE : Stone Age Smackdown 2015 de Spike Brandt et Tony Cervone : lui-même
- 2016 : Incarnate de Brad Peyton : Bouncer N°2
- 2017 : Born Strong de Ross Hockrow et Gary P. Cohen : lui-même

### Télévision
- 2020 : The Big Show Show : lui-même